# 中野逍遙
中野 逍遥（なかの しょうよう、慶応3年2月11日（1867年3月16日） - 明治27年（1894年）11月16日）は日本の漢詩人。本名は重太郎。字（あざな）は威卿。別号に狂骨子など

## 略歴
1867年（慶応3年）2月21日、伊予国宇和島賀古町（現・愛媛県宇和島市）に生まれ、1899年（明治2年）第一高等中学校本科一部（文科）第二年（三之組）に進級した。同級生に夏目漱石や正岡子規がいた。1894年（明治17年）11月16日午前9時、東京の山龍堂病院で死去した。享年28歳。没後の1895年（明治28年）11月16日、『逍遙遺稿』（正外二編）と題して500部発行された。巻末雑録には大和田建樹・正岡子規・佐々木信綱らの追悼文を載せた。
逍遙の漢詩は自身の恋を題材にした点が特徴であり、制約の多い漢詩に恋愛感情を自由奔放に歌いこむ詩風は、島崎藤村、吉井勇らにも影響を与えている。また、漢詩や未完小説『慈涙余滴』には李白・杜甫の影響が見られる。
宇和島市の和霊公園に、下記の詩の碑がある。なお忌日は川崎宏によって「山茶花忌」と命名された。
| 道情       |                      |
| 擲我百年命 | 我が百年の命を擲ち   |
| 換君一片情 | 君が一片の情に換へん |
| 仙階人不見 | 仙階人見えず         |
| 唯聴玉琴声 | 唯だ玉琴の声を聴く   |

## 関連書籍
- 『訳文 逍遥遺稿　附原文』 笹川臨風・金築松桂訳・校訂、岩波文庫、1929年、新版復刊1994年
- 『中野逍遙の詩とその生涯－夭折の浪漫詩人』愛媛県文化振興財団（執筆担当は川崎宏）
- 『新日本古典文学大系明治編2　漢詩文集』杉下元明校注、岩波書店、2004年
- 二宮俊博「明治の漢詩人 中野逍遥とその周辺」知泉書館、2009年
- 『逍遙遺稿　明治の青春と狂熱　漢詩人・中野逍遙』 川九洸・竹屋敷康誠編著、明星印刷工業、2012年